# 昆包尧
昆包尧（匈牙利語：Kunbaja）是匈牙利南部巴奇-基什孔州所辖的一个村，总面积33.72平方公里，总人口1802，人口密度53人/平方公里（2005年）。地理坐标为46.0833°N 18.4333°E。